# Pietà (Gannat)

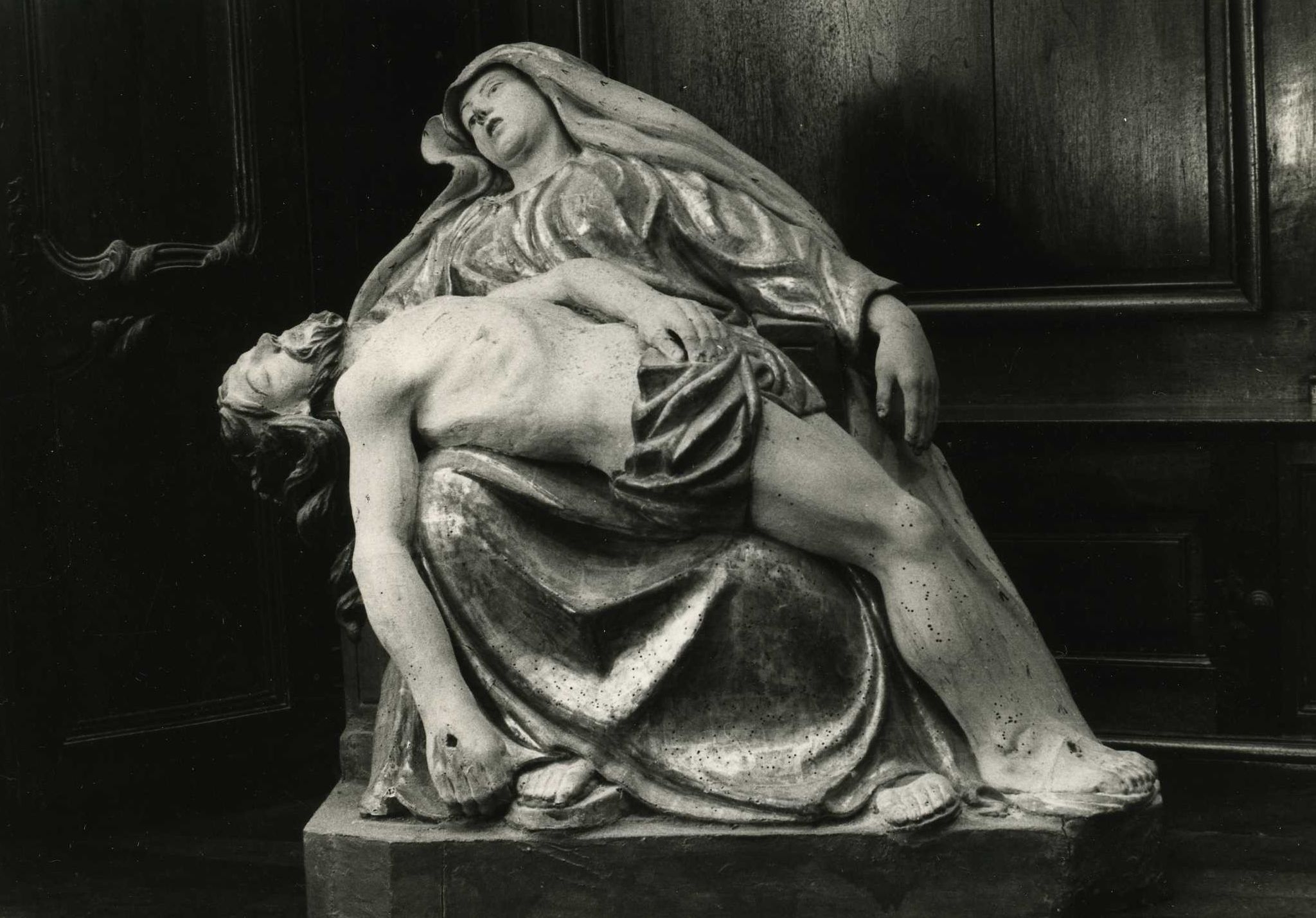
Pietà in Gannat

Die Pietà in der Kirche Sainte-Croix in Gannat, einer französischen Gemeinde im Département Allier der Region Auvergne-Rhône-Alpes, wurde im 18. Jahrhundert geschaffen. Im Jahr 1985 wurde die barocke Pietà als Monument historique in die Liste der denkmalgeschützten Objekte (Base Palissy) in Frankreich aufgenommen.
Die farbig gefasste Skulpturengruppe aus Holz zeigt Maria mit dem Leichnam Jesu auf den Knien. Maria ist nach hinten gebeugt, sie trägt ein langes und weites Kleid mit vielen Falten. Die langen Haare von Christus fallen auf ihr Kleid.